# Haraldskær
Haraldskær er et gods 6 km vest for Vejle på nordsiden af Vejle Ådal. Det hører til Skibet Sogn i Vejle Kommune.
Gården nævnes første gang på Erik af Pommerns tid, da den i 1434 tilhørte Niels Friis. Hovedbygningen er opført i 1590 og har fået en tilbygning i 1768. Siden 1969 har hovedbygningen været ejet af Boligselskabernes Landsforening, der har brugt den som kursusejendom. Vejle Kommune købte avlsgården og de 270 hektar jord i 1980.
I 2007 blev hovedbygningen forpagtet af Danmarks Lærerforenings hotelkæde Sinatur, der driver den som Sinatur Hotel Haraldskær.

## Moselig
I tørvegravene ved Haraldskær blev der i 1835 blev fundet et moselig. Kvinden var velbevaret, og blev undersøgt ved Vejle Sygehus, hvor man konkluderede med, at der nok var tale om liget af den norske dronning  Gunhild Kongemor der ifølge en islandsk saga blev narret til Danmark for at skulle giftes med Harald Blåtand. Senere er det blevet påvist at liget stammer fra ca. 490 f.Kr., hvilket vil sige fra begyndelsen af jernalderen og altså længe før Harald Blåtand og vikingetiden.

## Ejere af Haraldskær
- (1434-1448) Niels Friis
- (1448-1507) Anders Nielsen Friis
- (1507-1543) Bodil Christensdatter Steenfeld gift Friis
- (1543-1549) Jørgen Andersen Friis
- (1549-1557) Iver Andersen Friis
- (1557-1570) Sophie Albertsdatter Glob gift Friis
- (1570-1601) Albert Iversen Friis
- (1601) Karen Albertsdatter Friis gift Bryske
- (1601-1622) Truid Bryske
- (1622-1634) Frederik Munk Lange
- (1634-1654) Sophie Albertsdatter Friis gift Munk Lange
- (1654-1662) Jørgen Frederiksen Munk Lange
- (1662-1677) Anne Frederiksdatter Munk Lange
- (1677-1696) Conrad von den Brincken
- (1696-1730) Godske von den Brincken
- (1730-1731) Godske von den Brinckens dødsbo
- (1731-1751) Pierre D`Andischou
- (1751-1754) Gerhard Hansen de Lichtenberg
- (1754-1767) Christen de Linde
- (1767-1768) Hans Henrik de Lichtenberg
- (1768-1781) Ove Bernhardt von Lüttichau
- (1781-1793) Henrik Schmidt
- (1793-1794) Birgitte Ravn gift (1) Schmidt (2) Lautrup
- (1794-1806) Severin Laurentius Lautrup
- (1806-1820) Johannes Ditlev Rahr
- (1820-1829) Nicolaj Nyholm
- (1829-1838) August Theodor Schütte
- (1838-1842) Dan Qvart Neergaard
- (1842-1871) Carl August Søltoft
- (1871-1872) Oluf Henrik Niels de Bang nr1
- (1872-1914) Hjalmar Olufsen de Bang
- (1914-1916) Oluf Hjalmarsen de Bang nr2
- (1916-1929) Christian Martin Hess nr1
- (1929-1931) Christian Martin Hess dødsbo
- (1931-1962) Christian Martin Hess nr2
- (1962-1969) Christian Martin Hess nr3 / Mogens Hess
- (1969-) Boligselskabernes Landsforening (hovedbygningen)
- (1969-1980) Christian Martin Hess nr3 / Mogens Hess (godset)
- (1980-) Vejle Kommune (godset)